# Mathilde Bundschuh
Mathilde Hannah Bundschuh (* 30. Juli 1994 in Plauen) ist eine deutsche Schauspielerin.

## Leben
Mathilde Bundschuh stammt aus einer Künstlerfamilie. Sie ist die Tochter des Schauspielers Jörg Bundschuh (* 1964). Ihr älterer Bruder Joseph Konrad Bundschuh  (* 1989) ist ebenfalls als Schauspieler tätig. Seit 2006 steht sie in zahlreichen Film- und Fernsehproduktionen vor der Kamera. Von 2007 bis 2012 spielte sie in der KIKA-Fernsehserie Krimi.de als Julia Romanescu eine der durchgehenden Hauptrollen. In Pia Strietmanns Filmdrama Tage, die bleiben gab sie 2010 ihr Kinodebüt an der Seite von Götz Schubert und Max Riemelt. Seit 2012 gastiert sie wiederholt in mehreren Folgen der ARD-Krimireihe Tatort.
Nachdem Bundschuh bereits durch einige Rollen in Film und Fernsehen Erfahrungen sammeln konnte, absolvierte sie von 2012 bis 2016 ihre professionelle Schauspielausbildung an der Hochschule für Musik und Theater Rostock. Für ihre Rolle der Bille in dem Justizdrama Das Ende der Geduld erhielt sie den Deutschen Schauspielerpreis 2015 in der Kategorie Starker Auftritt. Sherry Hormann besetzte sie in dem Fernsehdrama Operation Zucker: Jagdgesellschaft die obdachlose 18-jährige Laura, die jahrelang sexuell missbraucht wurde. Im Anschluss an ihre Ausbildung gehörte sie bis 2019 zum festen Ensemble des Residenztheaters München (Bayerisches Staatsschauspiel). 2018 erhielt sie den Kurt-Meisel-Förderpreis durch den Verein der Freunde des Bayerischen Staatsschauspiels. Seit 2022 verkörpert sie Charlie Runge, die Anwaltsgehilfin und Tochter des von Herbert Knaup gespielten Anwalts Markus Gellert, in der ARD-Fernsehserie Die Kanzlei. 2024 übernahm Bundschuh die Hauptrolle der jungen Außenseiterin Skalde in der Mystery-Literaturverfilmung Milchzähne.

## Filmografie

### Filme
- 2005: Licht am anderen Ende der Nacht (Kurzfilm)
- 2006: Beutolomäus und der geheime Weihnachtswunsch
- 2007: Freie Fahrt ins Glück
- 2008: Sara (Kurzfilm)
- 2009: Rosannas Tochter
- 2010: Tage, die bleiben
- 2012: Geliebtes Kind
- 2012: Das Adlon. Eine Familiensaga (Dreiteiler)
- 2013: Tod einer Polizistin
- 2014: Das Ende der Geduld
- 2015: Operation Zucker: Jagdgesellschaft
- 2017: I’m Endless Like the Space
- 2019: Hitzig – Ein Saunagang (Kurzfilm)
- 2020: Modell Olimpia
- 2022: Wut auf Kuba
- 2022: Auris – Die Frequenz des Todes
- 2024: Milchzähne

### Fernsehserien und -reihen
- 2006: Küstenwache (Folge: Vaterliebe)
- 2007–2012: KRIMI.DE (11 Folgen)
- 2009: SOKO Leipzig (Folge: Masernparty)
- 2009: Lasko – Die Faust Gottes (Folge: Milena)
- 2012: Tatort: Verschleppt (Fernsehreihe)
- 2012: Liebe, Babys und ein großes Herz (Folge: Liebe, Babys und gestohlenes Glück)
- 2012: Notruf Hafenkante (Folge: Lügen und Geheimnisse)
- 2014: Der Usedom-Krimi – Mörderhus
- 2014: Soko Wismar (Folge: Das Wunder von Wismar)
- 2016: Die Spezialisten – Im Namen der Opfer (Folge: Party)
- 2016: Tatort: Klingelingeling (Fernsehreihe)
- 2017: Der Staatsanwalt (Folge: Tod per Kurier)
- 2017: Dr. Klein (Folge: Versagen)
- 2019: In aller Freundschaft – Die jungen Ärzte (Folge: Soll und Haben)
- 2020: Der Alte (Folge: Kalte Wasser)
- 2020–2021: Der Beischläfer (2 Staffeln, 14 Folgen)
- 2020: In aller Freundschaft – Die jungen Ärzte (Folge: Rückschläge)
- 2020: SOKO München (Folge: Die Hebamme)
- 2020: In aller Freundschaft (Folge: Untiefen)
- 2021: SOKO Hamburg (Folge: Schäferstündchen)
- 2021: Tatort: Borowski und die Angst der weißen Männer (Fernsehreihe)
- 2021: SOKO Köln (Folge: Im Rausch der Begierde)
- 2022: Tatort: Hubertys Rache (Fernsehreihe)
- 2022: SOKO Potsdam (Folge: In Therapie)
- seit 2022: Die Kanzlei (Fernsehserie)

## Theater (Auswahl)
Residenztheater München
- 2016: Robin Hood (als Maid Marian). Von Angela Obst nach einem Szenarium von Robert Gerloff und Angela Obst. Inszenierung: Robert Gerloff
- 2016: Gefährliche Liebschaften (als Cécile de Volanges). Nach Pierre-Ambroise-François Choderlos de Laclos. Inszenierung: Katrine Wiedemann
- 2017: Für immer schön (als Dawn/Mutter), von Noah Haidle. Inszenierung: Katrin Plötner[6][7][8]
- 2017: In einem Jahr mit 13 Monden (als Die rote Zora / Marie-Anne / Schriftsteller). Nach Rainer Werner Fassbinder. Inszenierung: Aureliusz Smigiel
- 2017: Eine Familie (als Jean Fordham). Von Tracy Letts. Inszenierung:Tina Lanik
- 2017: Kinder der Sonne (als Lisa), Von Maxim Gorki. Inszenierung: David Bösch[9]
- 2017: Macbeth (als Malcolm/Hexe). Nach William Shakespeare, Inszenierung: Andreas Kriegenburg
- 2018: Rückkehr in die Wüste (als Fatima). Von Bernard-Marie Koltès. Inszenierung: Amélie Niermeyer[10]
- 2018: Der Streit (als Adine / Carise / Dina). Nach Pierre Carlet de Chamblain de Marivaux. Inszenierung: Nikolaus Habjan
- 2018: Der Balkon (als Der Gesandte / Die Frau), Von Jean Genet. Inszenierung: Ivica Buljan[11][12]
- 2018: White Elephants (als Vox). Von Zainabu Jallo. Inszenierung: Britta Ender
- 2018: Die Verlobung von St. Domingo (als Henriette). Nach Heinrich von Kleist. Inszenierung: Robert Borgmann
- 2019: Die Möwe (als Nina Michailowna Saretschnaja). Von Anton Pawlowitsch Tschechow. Inszenierung: Alvis Hermanis[13][14][15][16]
- 2019: Wolken.Heim (als Junge Frau). Nach Elfriede Jelinek. Inszenierung; Matthias Rippert

## Auszeichnungen
- 2015: Deutscher Schauspielerpreis 2015 als Starker Auftritt in Das Ende der Geduld
- 2017: Nominierung für den Förderpreis beim Kurt-Meisel-Preis der Freunde des Residenztheaters e. V.
- 2018: Kurt-Meisel-Förderpreis der Freunde des Residenztheaters e. V.